# Margaret Mc Gredy (rose)
‘Margaret Mc Gredy’ est une rose hybride de thé de couleur orange ou rouge orangé, obtenue par l'obtenteur irlandais Samuel Davidson McGredy III, avant 1925. Elle est introduite en France par les Grandes Roseraies du Val de Loire en 1927, et en 1928 en Australie. Elle est toujours très populaire aux États-Unis.

## Description
Il s'agit d'une grande rose très double (17-25 pétales), bien globuleuse, aux tons orangés, rouge géranium et aux revers d'un rose profond et avec des nuances dorées. Son parfum est modéré.
Elle fleurit plutôt en solitaire en petites grappes et sa floraison est remontante. 
Son buisson est érigé avec un feuillage vert clair. Sa zone de rusticité est de 6b à 9b, elle est donc fort vigoureuse. Cette rose est résistante aux maladies.
‘Margaret Mc Gredy’ est issue d'un semis de ‘The Queen Alexandra’ (McGredy, 1918) et en partie de Rosa rugosa et a donné naissance entre autres à ‘Madame Antoine Meilland’. Elle doit son nom à la mère de l'obtenteur.